# Марія Беатріче Савойська (герцогиня Модени)
Марія Беатріче Савойська (італ. Maria Beatrice di Savoia), повне ім'я Марія Беатріче Вітторія Джузеппіна Савойська (італ. Maria Beatrice Vittoria Giuseppina di Savoia, 6 грудня 1792 — 15 вересня 1840) — сардинська принцеса з Савойського дому, донька короля Сардинії Віктора Емануїла I та австрійської ерцгерцогині Марії Терези, дружина герцога Модени та Реджо Франческо IV.

## Біографія

### Ранні роки
Народилась 6 грудня 1792 року в Турині. Стала первістком в родині герцога Аости Віктора Емануїла та його дружини Марії Терези Австрійської-Есте, з'явившись на світ на четвертий рік їхнього подружнього життя. З шести молодших дітей сімейства вижили її сестри Марія Анна, Марія Тереза та Марія Крістіна. Дівчатка виховувалися матір'ю у дусі католицької релігії та отримали класичну домашню освіту.
У грудні 1798 року родина була змушена втікати з Турина до Парми через вторгнення французьких військ. Звідти сімейство виїхало до Флоренції і, зрештою, у лютому 1799 року, оселилося в Кальярі.
У 1802 році король Сардинії Карл Емануїл IV, після смерті дружини, раптово зрікся престолу на користь меншого брата, таким чином батько Марії Беатріче став королем.
У 1810 році руки принцеси просив її рідний дядько, брат матері, Франческо д'Есте. Проти цього союзу виступила Марія Беатріче д'Есте, водночас бабуся потенційної нареченої та матір нареченого. Жінка звернулася до Папи Римського Пія VII, але понтифік дав дозвіл на шлюб.

### Шлюбне життя
У 19 років Марія Беатріче взяла шлюб із 32-річним принцом Франческо д'Есте. Весілля відбулося 20 червня 1812 року в катедральному соборі Кальярі. Перший час молодята залишалися на Сардинії. Наступного літа відвідали острови Закінф і Лісса, порти Фіуме та Трієст, а також Відень. 

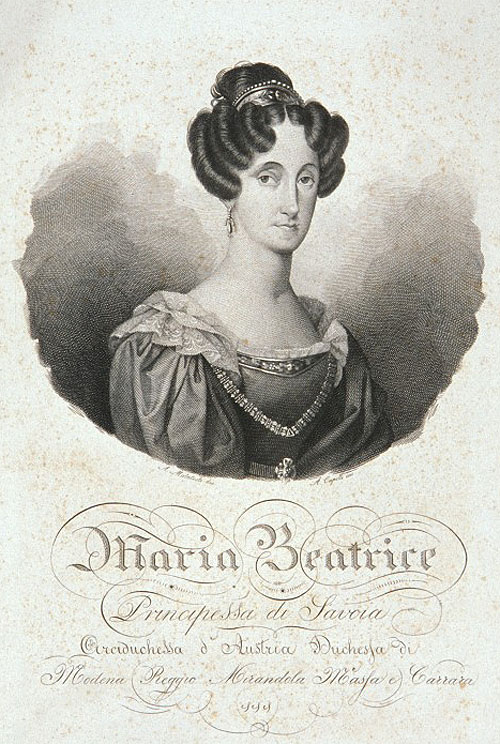
Літографія близько 1840 року

У липні 1814 року Франческо став правлячим герцогом Модени та Реджо. 15 липня подружжя урочисто в'їхало до Модени. Офіційною резиденцією пари став Герцогський палац. У квітні—травні наступного року монархи перебували у вигнанні через вторгнення до їхніх володінь французької армії під командуванням Йоахіма Мюрата під час Ста днів. Втім, вже 24 травня пара приймала у себе Папу Пія VII.
В політичні справи герцогиня не втручалася. Займалася справами благодійності, покровительствувала релігійним закладам.
Влітку 1817 року народила первістка. Всього у подружжя було четверо дітей. У січні 1824 року помер батько Марії Беатріче, передавши їй права на престоли Англії, Шотландії, Ірландії та Франції, згідно претензій якобітів. Жінка, однак, ніколи активно не заявляла про свої права.
У лютому 1831 року герцогині з дітьми довелося втікати з Модени через спробу державного перевороту карбонаріями. В Горіції їх прийняла сестра Марії Беатріче, Марія Анна. Завдяки військовій допомозі Австрії, невдовзі повернулися додому.
Останні роки герцогиня віддавала перевагу проживанню у літній резиденції Катайо. Маючи слабке серце, померла від серцевої недостатності у 47-річному віці. Похована в усипальні роду д'Есте — церкві Сан-Вінченце в Модені.

## Родина
Чоловік — Франческо IV
Діти:
- Марія Тереза (1817—1886) — дружина претендента на французький та наваррський престоли Генріха де Шамбора, герцога Бордо, дітей не мала;
- Франческо (1819—1875) — наступний герцог Модени та Реджо у 1846—1859 роках, був одружений із баварською принцесою Адельгундою, мав єдину доньку, яка померла немовлям;
- Фердинанд Карл (1821—1849) — ерцгерцог Австрійський та принц Моденський, був одружений з австрійською ерцгерцогинею Єлизаветою Францискою, мав єдину доньку;
- Марія Беатріче (1824—1906) — дружина претендента на іспанський та французький престоли дона Хуана де Бурбона, графа Монтісона, мала двох синів.

## Нагороди
Орден Зіркового хреста (Австрійська імперія).